# Prosoplus subviduatus
Prosoplus subviduatus là một loài bọ cánh cứng trong họ Cerambycidae.